# Carlos Ibáñez
|  | No s'ha de confondre amb Carlos Ibáñez García. |

Carlos Ibáñez García (30 de novembre de 1931) és un exfutbolista xilè.

## Selecció de Xile
Va formar part de l'equip xilè a la Copa del Món de 1950.